# Swansea Castle
Swansea Castle (walisisch Castell Abertawe) ist eine Burgruine in Wales. Die als Kulturdenkmal der Kategorie Grade I klassifizierte und als Scheduled Monument geschützte Ruine liegt inmitten des Zentrums der Großstadt Swansea und ist von modernen Gebäuden umgeben.

## Geschichte

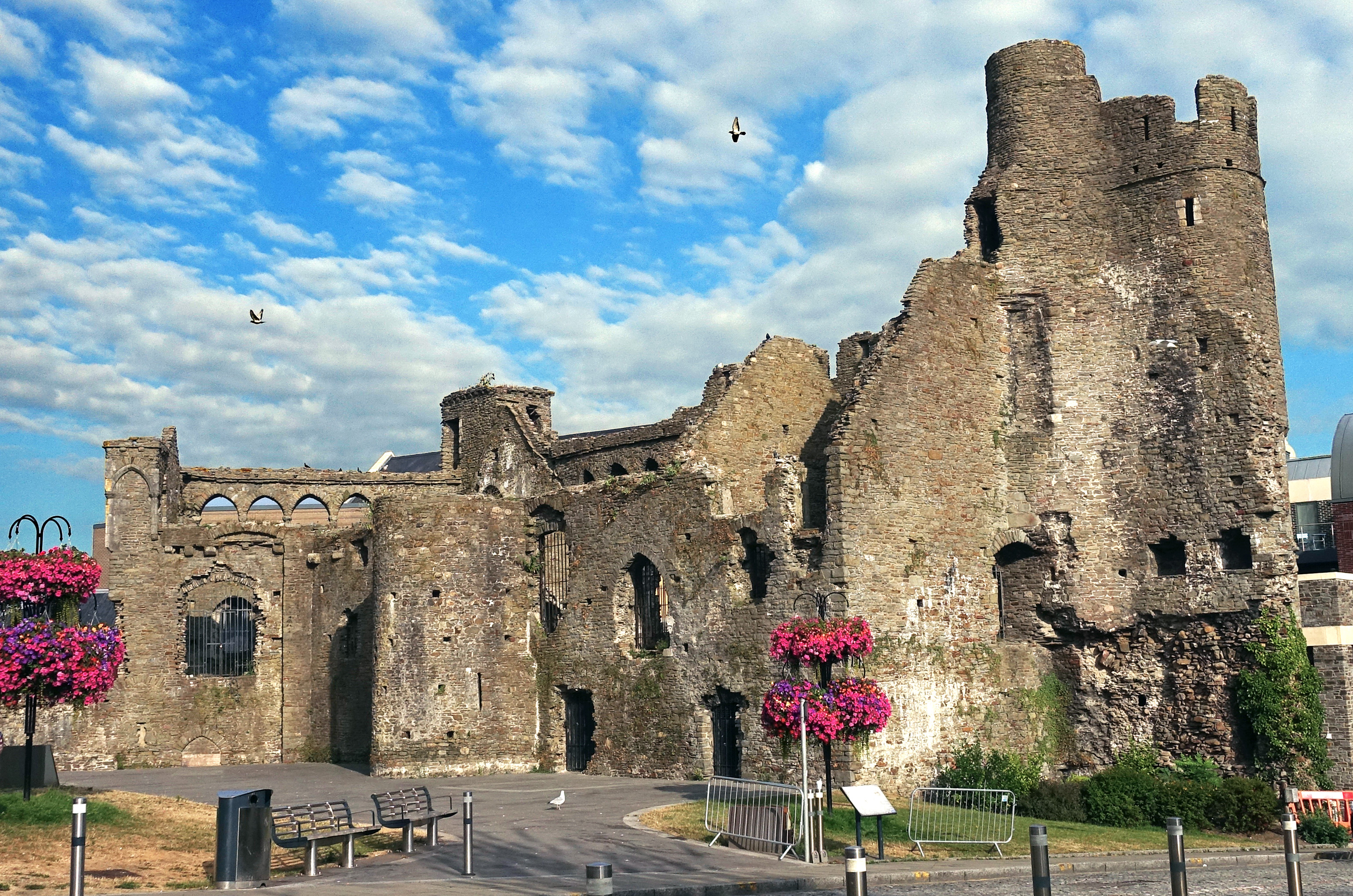
Die Ruine der Neuen Burg

Die Burg wurde während der normannischen Eroberung von Südwales 1106 als Motte mit Vorburg angelegt. Sie wurde von Henry de Beaumont erbaut, der die Gower-Halbinsel erobert und von Heinrich I. als Herrschaft erhalten hatte. Die Burg lag ursprünglich auf einer Klippe an der Mündung des River Tawe. Südlich der Burg lag am Strand, einem Seitenarm des Flusses, ein Hafen. 
Ein erster Angriff der Waliser auf die Burg erfolgte bereits 1116. 1184 musste William de Beaumont Swansea zur Begleichung von Schulden an den König abtreten. 1192 wurde die Burg zehn Wochen erfolglos von Rhys ap Gruffydd belagert, bis die Belagerten unter William de Londres von einem englischen Heer entsetzt wurden. 1203 vergab König Johann Ohneland Gower und Swansea an William de Braose. 1209/10 wurde Swansea wie die anderen Ländereien Williams vom König beschlagnahmt und dem Earl of Pembroke zur Verwaltung übergeben. Williams Sohn Reginald de Braose konnte 1215 mit Hilfe seines Schwiegervaters, des walisischen Fürsten Llywelyn ab Iorwerth, die Burg erobern, doch nachdem er 1217 einen Ausgleich mit dem König geschlossen hatte, wurde die Burg 1217 von den Walisern unter Rhys Gryg niedergebrannt. 1220 übergab Llywelyn die Burg Reginalds Neffen John, der ebenfalls eine seiner Töchter geheiratet hatte. John baute die Burg umgehend als steinerne Burg wieder auf, doch bevorzugten er und seine Nachkommen das nahe gelegene Oystermouth Castle als ihren Hauptwohnsitz. Während der Eroberungskriege von König Eduard I. ließ William de Braose, 1. Baron Braose die Burg ausbauen und nach 1277 im Süden und Westen eine ausgedehnte Vorburg angelegen, die mit einer steinernen Ringmauer umgeben wurde. Im Südosten dieser Vorburg ließ er eine Neue Burg mit Privatgemächern errichten. Nach dem Tod von Alina, der Erbtochter des letzten Barons Braose 1331 erbte ihr Sohn John Mowbray die Burg, der sie 1353 nach einem Gerichtsverfahren an William Beauchamp, einem Nachfahren Williams de Beaumonts abtreten musste. 1397 konnte Thomas Mowbray, 1. Duke of Norfolk in einer erneuten Klage die Burg zurückgewinnen, doch starb er bereits 1399 im Exil, so dass die Burg wieder an die Krone fiel. Während der Rebellion von Owain Glyndŵr war die Burg von 1403 bis 1406 in den Händen der aufständischen Waliser. 1413 erhielt Thomas Sohn John Mowbray Swansea zurück. Sein Enkel, der 4. Duke of Norfolk, überließ die Burg 1468 seinem Vormund, dem Earl of Pembroke. Mit der Heirat von dessen Enkelin Elizabeth Herbert gelangte die Burg an Charles Somerset und blieb bis ins 20. Jahrhundert im Besitz ihrer Nachkommen, der Earls of Worcester und später der Dukes of Beaufort.
Die Burg diente ab dem 14. Jahrhundert jedoch nur noch als Verwaltungszentrum und wurde nicht mehr von ihren Besitzern bewohnt. Auf seiner Flucht schickte der englische König Eduard II. im November 1326 einen Teil seines Kronschatzes nach Swansea Castle. Nach der Gefangennahme des Königs am 16. November wurde der Schatz geraubt. Zwar wurden eine Reihe von Angehörigen der Gentry von Südwestwales des Raubes verdächtigt, doch der Schatz blieb verschwunden. Nach dem Ende der Rosenkriege verlor die Burg auch ihre Wehrfunktion, endgültig zerstört wurden die Befestigungen 1647 während des englischen Bürgerkriegs von den Truppen des Parlaments, nachdem sie noch von 1642 bis 1645 von royalistischen Truppen besetzt worden waren. In den nächsten Jahrhunderten wurde die Burg unterschiedlich genutzt. Ein Teil der neuen Burg diente als Rathaus, der Burghof wurde als Marktplatz genutzt. Der Nordostturm wurde als Gefängnis und als Schuldturm genutzt, der erst 1858 als einer der letzten in Großbritannien durch Parlamentsbeschluss geschlossen wurde. Im 19. Jahrhundert diente die Burg als Exerzierplatz der lokalen Miliz, das alte Rathaus wurde als Postamt genutzt. Im Burghof wurde eine Druckerei errichtet. Die Burg wurde durch die schweren Angriffe der Luftwaffe auf Swansea während des Zweiten Weltkriegs vom 19. bis 21. Februar 1941 beschädigt. Nach dem Zweiten Weltkrieg wurden die nicht-mittelalterlichen Bauten abgerissen und die Burgruine gesichert. In den letzten Jahren wurden weitere Sicherungs- und Restaurierungsarbeiten an der Ruine unternommen. Die Ruine ist Eigentum von Cadw, das Gelände im Besitz der Stadt Swansea. Außer bei auf Anfrage stattfindenden Führungen ist die Ruine nur von außen zu besichtigen.

## Anlage
Von der alten Burg des 12. und 13. Jahrhunderts, die aus einer Motte und einer ausgedehnten, den Burghügel um drei Seiten umschließenden Vorburg bestand, sind nur geringe Mauerreste erhalten. Die heute sichtbaren Bauten sind die Ruine der Neuen Burg, die gegen Ende des 13. Jahrhunderts an der südöstlichen Ecke der Vorburg errichtet wurde. Die Anlage besteht aus einem zweigeschossigen Wohnbau an der Südseite, der im Obergeschoss über einen Saal und ein Privatgemach für den Burgherrn verfügte. Im 14. oder 15. Jahrhundert erhielt das Gebäude nach dem Vorbild des Bischofspalastes von St Davids einen repräsentativen Arkadengang auf der Südseite des zweiten Obergeschosses. Südlich an das Gebäude grenzt ein kleiner Rundturm, der vermutlich während der Rosenkriege um 1449 mit Schießscharten für Feuerwaffen versehen wurde. Nördlich des Wohnbaus der Neuen Burg liegt der Nordostturm, von dem noch das Erdgeschoss mit Gefängniszellen aus dem 18. und 19. Jahrhundert erhalten ist. 
Der östlich der Burgruine gelegene Castle Square wurde in den 1990er Jahren auf dem Gelände der ehemaligen Vorburg angelegt, enthält jedoch keine Überreste der mittelalterlichen Burg. 